# AMX-13轻型坦克
AMX-13是一款由法国从1953年至1985年期间生产的轻型坦克，在法国陆军中服役及出口到了逾25个国家。因其重13吨而被命名为AMX-13，具備坚固且可靠的底盘，安装了一个由GIAT工業集團（今Nexter Systems）所生产的有旋转式弹夹式的摇摆式炮塔。加上原型车和出口的型号，共逾100辆被改装成了自行火炮、防空车、装甲运兵车和反坦克导弹发射车， AMX-13一共制造了7,700辆，其中有3,400辆出口，之后随着时代的久远而逐渐退役。

## 历史
在1946年，陸軍提出需要一款輕型坦克。因為當時的法國，面臨著海外殖民地的獨立問題。（比如法屬印度支那和阿爾及利亞）因而，一款能夠空運的空降坦克就顯得必要了。於是，这种坦克从1946年开始由伊希莱姆利诺工厂（Atelier de Construction d'Issy-les-Moulineaux，AMX）设计，目的是设计一种空运坦克来支援伞兵。第一辆原型车在1948年开始运行。
从1952年开始，罗昂制造厂（Atelier de Construction Roanne）公司开始了这种坦克的生产，在接下来几年里第一批坦克被生产出来。但是1964年之后，制造工作交给了索恩河畔沙隆的克勒索-卢瓦尔公司，ARE公司转为生产AMX 30主战坦克。之后这种坦克的产量大为减少。
其生产于1987年停止。但是GIAT仍然在提供升级服务和售后服务。
AMX-13坦克在80年代后逐渐从法国陆军中淘汰。现在代替其地位的是ERC 90和AMX 10 RC。
在2014年歐洲薩托利防務展上，比利時Sabiex公司推出了一款改進型的AMX-13坦克。這款坦克安裝了新型的砲塔，並使用了一門柯克里爾高膛壓式105毫米火炮。

## 描述
AMX-13的定位是用於偵察，同时具有一定反坦克能力。它的引擎在坦克的右侧，驾驶员则在左侧。底盤的装甲为均质钢，最厚處40mm。其底盘小巧紧凑，采用扭力樑式悬挂，每侧有五个负重轮和两个托带轮。其最大特点在于安装了罕见的摇摆炮塔——擁有兩個樞軸的下半部份安裝在炮塔座圈上，而火炮固定在在上半部份上。在火炮抬高时需要一起抬高整个炮塔，开火时整个炮塔吸收后坐力。炮塔在坦克的后部，可以同时容纳车长和炮手两人。它最初使用的75mm火炮衍生自德国的豹式坦克使用的75公釐KwK 42砲，但二者并无直接关系，也不通用弹药。此外，它们的装填方式十分不同——AMX-13坦克可以通过安装在炮塔尾部，由两个载弹量为6发的弹夹组成的输弹机在短时间内快速装填。这12发炮弹可以使坦克快速向目标开火，而一旦这些炮弹耗尽，坦克就只能后退寻找掩护，并从坦克外部重新装填炮弹。爲了減小體積，艙室變得十分狹窄，乘員的身高只能在172cm以下。後來生產的型號，爲了減少起火的風險，并提高功率，把汽油機改爲了柴油機。不少的AMX-13坦克還安裝了反坦克導彈，通常是法國的SS.11反坦克导弹。

### 其它指標

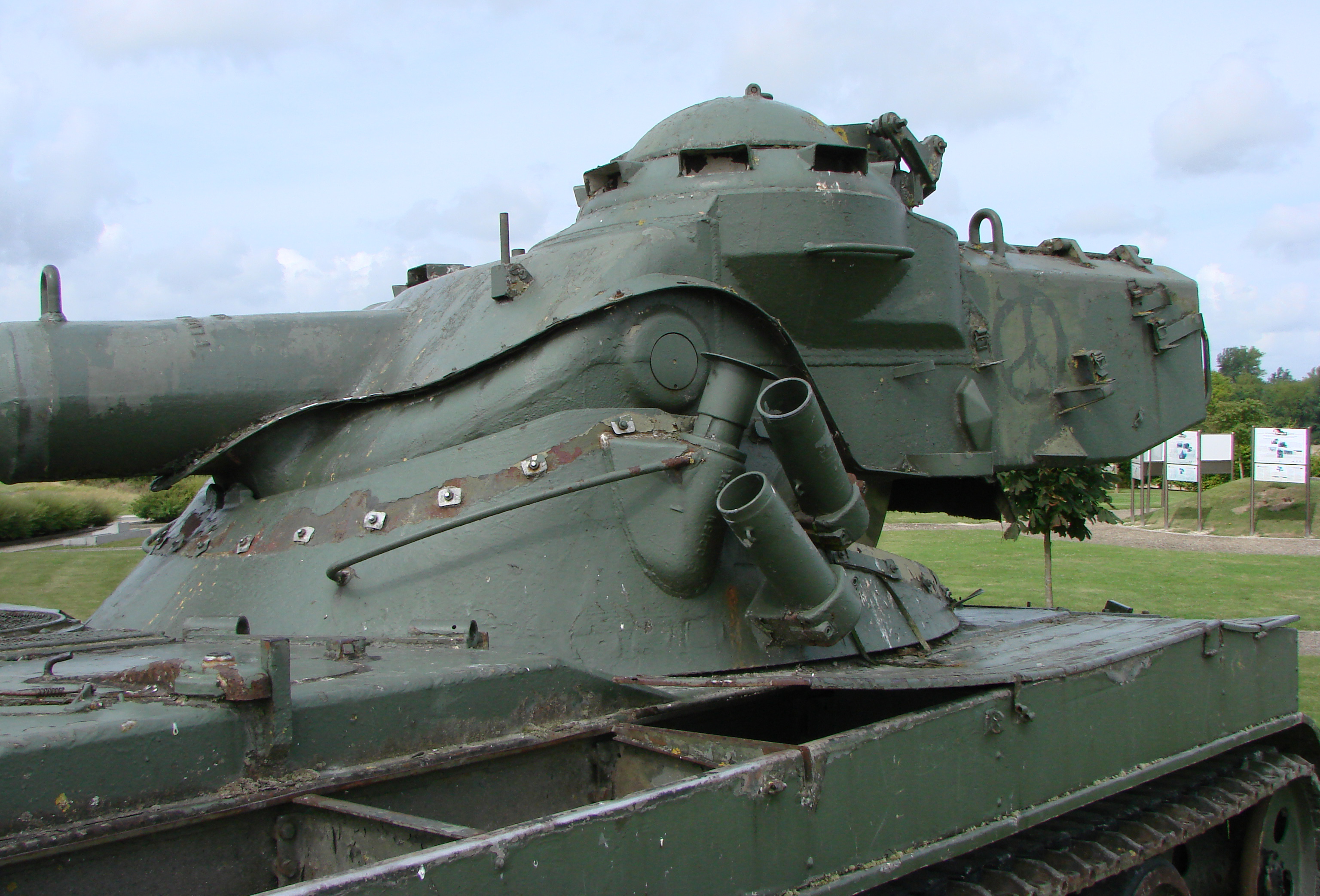
从近处看AMX-13的炮塔

- 底盘离地高度: 370 mm（15英寸）
- 涉水深度: 600 mm（24英寸）
- 最大高度 650 mm（26英寸）
- 可翻越战壕: 1.6米（5英尺3英寸）
- 正面装甲倾斜度 60%
- 侧面坡度: 60%
- 无弹道计算机

## 作戰／服役記錄
- 法國

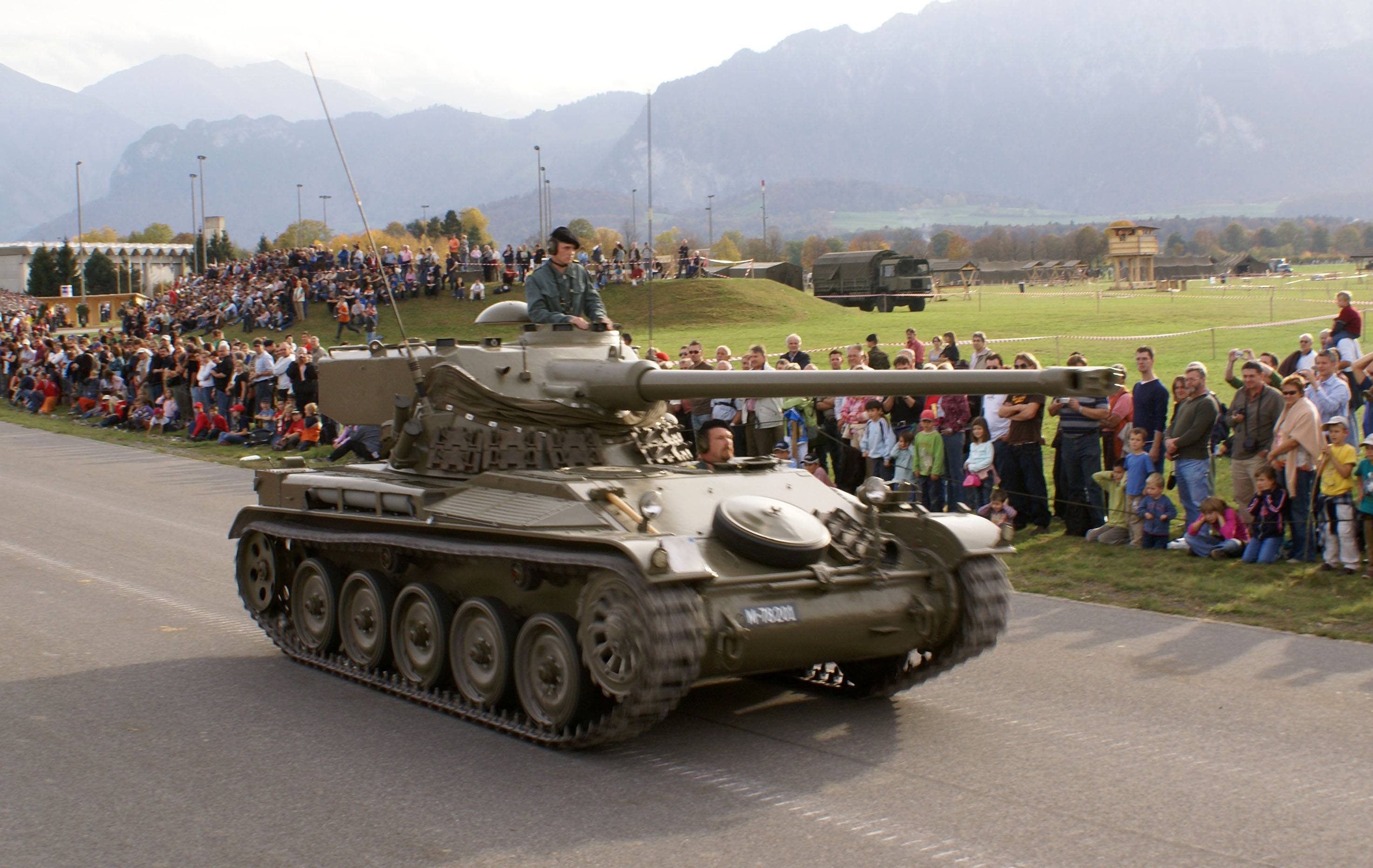

作為AMX-13的原產國，法國理所當然地成為了AMX-13坦克最大的用戶之一。法軍從1970年代就開始逐步淘汰AMX-13坦克。目前法國的AMX-13坦克已經悉數退役。
- 荷蘭

荷蘭與法國同為AMX-13最大的用戶之一。不過，荷蘭軍隊使用的AMX-13坦克目前也已悉數退役。
- 以色列

在第二次中東戰爭中，以色列收到了購買自法國的100輛AMX-13坦克，并在其中的60輛上改裝了榴彈炮，以色列埃爾比特和尼姆達公司還聯合法國的生產公司對其進行了適應沙漠環境的改裝。 
在1967年的第三次中东战争中，以色列軍隊的AMX-13坦克的75mm火炮難以擊穿當時埃及和敘利亞軍隊裝備的T-54、T-55坦克。因此，它們很快被淘汰，一部份戰車被賣到了新加坡。

## 改进型/衍生型

### AMX-13/90
从1966年开始，这种坦克的75mm高射速炮被换成了安装有炮口制退器的90mm火炮（AMX-13/90），并且能够发射翼穩脱壳穿甲弹（APFSDS）、子母弹（canister）、烟雾弹、穿甲弹（AP）、高爆彈（HE），以及威力更强的反坦克高爆彈（HEAT）。备弹量为32发（其中弹夹内12发，炮塔内部有9发。另外11发在车体内）。此外，还在炮塔上安装了一门同轴机枪（备弹3600发）。

### 安装105mm的AMX-13
这种坦克是为了外销而特别研制的。它安装了FL-12炮塔和一门开火方式与AMX-30主战坦克开火方式相同的105mm火炮。但是因为它的火炮更小，因此需要的装药也要小一些。同时这种坦克可以安装阿根廷、奥地利、玻利维亚、博茨瓦纳（交付于1999年初）、摩洛哥和突尼斯等国家拥有的奧地利的Sk 105mm火炮。

## 用户
法國曾經向其它國家大量出口了AMX-13坦克，因此，AMX-13坦克擁有很多的使用國家。

### 现役中
| 使用国                 | 数目     | 注释                          |
| ---------------------- | -------- | ----------------------------- |
| 阿根廷                 | 24 辆    | 为 AMX Mk F3 155 mm自行榴弹炮 |
| 柬埔寨                 | 12辆     |                               |
|                        | 5辆      |                               |
|                        | 60辆     |                               |
|                        | 102辆    |                               |
| 印度尼西亞             | 500辆    |                               |
| 科威特                 | 未知数量 |                               |
| 墨西哥                 | 409 辆   | 型号为AMX-VCI                 |
| 尼泊尔                 | 未知数量 |                               |
| 秘魯                   | 210辆    |                               |
| 撒拉威阿拉伯民主共和國 | 4辆      | 参加了 西摩洛哥战争).         |
| 新加坡                 | 350辆    | 改进型，且逐步淘汰中          |
| 阿拉伯聯合共和國       | 20輛     |                               |
| 突尼西亞               | ＜15輛   | 一共15輛AMX-13和M41           |
| 委內瑞拉               | 36辆     | 型號為AMX-13C.90              |

### 已退役
| 使用国     | 曾经拥有的数目 | 注释                                           |
| ---------- | -------------- | ---------------------------------------------- |
| 阿尔及利亚 | 未知数量       |                                                |
| 奥地利     | 未知数量       |                                                |
| 阿根廷     | 60辆           | 为AMX-13/105 FL-12                             |
| 比利时     | 未知数量       |                                                |
| 智利       | 12辆           | 为AMX Mk F3 155 mm 自行榴弹炮                  |
|            | 15辆           |                                                |
| 埃及       | 未知数量       |                                                |
| 薩爾瓦多   | ？             | 订购了12辆，但没有任何证据显示他们曾经收到过。 |
| 法國       | 4300           | 从70年代开始逐渐淘汰。                         |
| 印度       | 未知数量       | 【注0】                                        |
| 以色列     | 未知数量       | 【注1】                                        |
| 黎巴嫩     | 35辆           | 1976年退役                                     |
| 摩洛哥     | 未知数量       | 由SK-105 Kurassier替代                         |
| 荷蘭       | 131辆          |                                                |
| 瑞士       | 200 辆         | 【注2】                                        |
|            | 12 辆          |                                                |

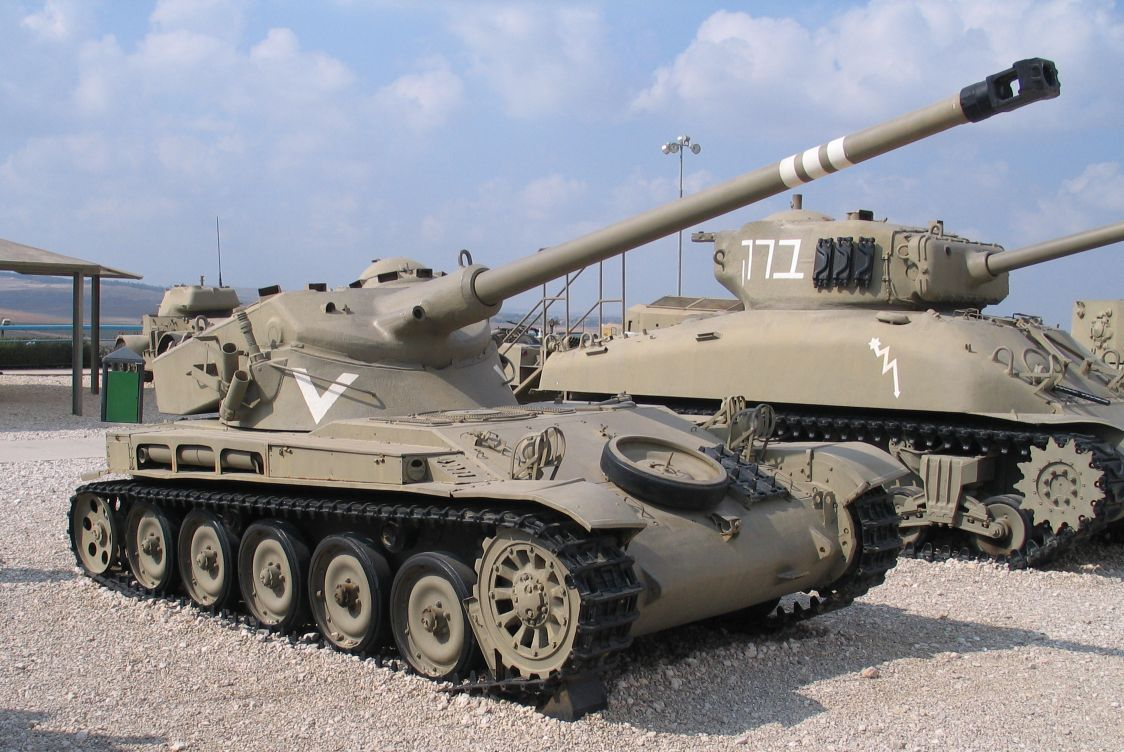
以色列装甲部队纪念馆收藏的一辆AMX-13/75，扭杆悬挂因老化而已失效。

【注0】：印度军队曾经在1965年的第二次印巴战争中使用了AMX-13。 一些AMX-13被巴基斯坦军队俘获。
【注1】：在1969年退役并卖给了新加坡。以色列還繳獲了一批埃及軍隊裝有AMX-13炮塔的雪曼戰車。
【注2】：200辆AMX-13曾经在1952-1954年间替代51 轻坦克。 在轻坦克营中服役直到1961年。之后作为侦查车在侦察坦克营中服役，直到最后一辆在1980年被淘汰。1962-64年有4辆实验性自行火炮曾经被造出，但都没有投入使用。